# L'uomo che fuggì dal futuro
L'uomo che fuggì dal futuro (THX 1138) è un film del 1971 diretto da George Lucas, primo lungometraggio della sua carriera, ispirato al suo precedente cortometraggio del 1967 (prodotto quale tesi di laurea) Electronic Labyrinth: THX 1138 4EB.
È una pellicola di fantascienza ambientata in un futuro distopico, dove il sentimento viene vietato non per fini moralistici, ma in quanto tramite del pensiero e conseguente potenziale pericoloso innesco per la coscienza e la ribellione.

## Trama
L'umanità del XXV secolo si è da tempo rifugiata in agglomerati urbani sotterranei, diventando una società strettamente controllata dalle macchine, organizzata e determinata a perseguire la perfezione (pretesto per condizionare le menti, soggiogandole con una politica sterile, una religione che funge da mero sfogo e l'assunzione obbligatoria di droghe). Non esistono nomi per gli individui, ma codici alfanumerici (mostrati su badge indossati costantemente), non ci sono mode o altre espressioni individuali, tutti sono rasati a zero e vestiti di bianco, omologati. Ciò che conta sono l'efficienza e l'utilità. Chi infrange la legge o non lavora viene percosso da poliziotti androidi in diretta olovisiva, o distrutto. Le pulsioni sessuali trovano sbocco in ologrammi erotici o sono represse con farmaci. La riproduzione sessuale è programmata ed eseguita per inseminazione artificiale. L'assegnazione degli alloggi è decisa dai computer: l'unica parvenza di naturalezza sembra essere quella di permettere la convivenza dell'uomo con la donna (sessi uniformati fra loro).
Tuttavia, la realtà dell'individuo denominato THX 1138, viene deviata dall'abitudinaria normalità dalla mancata ingestione di pastiglie contenenti droga: infatti, la sua coinquilina, la sorvegliante LUH 3417, ha cessato di assumerle, coinvolgendolo in questo. I due riscoprono l'atto sessuale, la libertà di pensare e di prendere decisioni. Ma il rendimento lavorativo di THX (operaio di un'industria che fabbrica androidi di agenti di polizia), scende sensibilmente. Non trae conforto spirituale nelle Unicappelle, confessionali dove si dovrebbe colloquiare con la divinità OMM 0910 (che risponde con messaggi registrati, standardizzati).
Il supervisore SEN 5241 (collega di LUH 3417), interessato a THX, viola la legge facendoselo assegnare dal computer come compagno di stanza. THX lo denuncia, ma anche lui è ormai stato scoperto: in una società dove tutti sono spiati da uomini e macchine, dove anche i controllori sono controllati, è impossibile commettere un'infrazione senza tradirsi.
LUH e THX vengono arrestati, separati e sottoposti a processo, test e programmi di reintegrazione. LUH è incinta, ma questo non impietosisce il sistema organizzativo.
THX viene portato in una cella che appare senza confini, dove vengono relegati i folli, i derelitti, i "non conformi", gli elementi non più utili alla società. Lì, incontra di nuovo SEN, che mostra segni di squilibrio mentale e cerca di convincere i reclusi ad elaborare un piano di fuga. THX e SEN sono gli unici veramente intenzionati ad evadere. Il solo assennato dei reclusi sembra essere il vecchio e disilluso PTO, ma troppo pavido e indeciso per unirsi ai due e scettico nel credere che la fuga dalla società sia la soluzione al problema dell'individuo disadattato. THX e SEN si allontanano quindi da soli. Ma mentre SEN sembra poco interessato ad una vera e propria fuga senza il resto del gruppo vedendo quel tentativo solo come un modo per impressionare gli altri, THX è determinato a proseguire.
Lo spazio bianco della struttura detentiva è disorientante, sempre uguale a sé stesso e apparentemente senza via di fuga. Provvidenziale è l'incontro con SRT 5752, un attore di olo-programmi, convintosi di esser esso stesso un ologramma. Con il suo aiuto, THX e SEN riescono ad evadere dalla struttura. Braccati dagli poliziotti androidi, si rifugiano in un centro di controllo e apprendono che LUH 3417 è stata distrutta, che suo figlio, il feto 66691, si sta sviluppando in un'incubatrice.
SEN, separatosi dagli altri, fugge in una zona riservata ai monaci della divinità OMM 0910, dove uno di essi nota che l'uomo non ha il badge di identificazione. SEN se ne libera per poi vagare in un'area di educazione per bambini. Ma non riesce ad affrontare l'idea di dover vivere nel mondo esterno e si fa arrestare, disposto ad essere reintegrato nella società.
THX ruba un'auto e si allontana verso i confini della città sotterranea. Agenti androidi lo inseguono ancora, dal momento che i computer calcolano sostenibili le sue spese di cattura e "riciclo". Anche SRT si appropria di una vettura, ma ha considerevoli difficoltà ad avviarla e appena vi riesce si schianta contro una colonna.

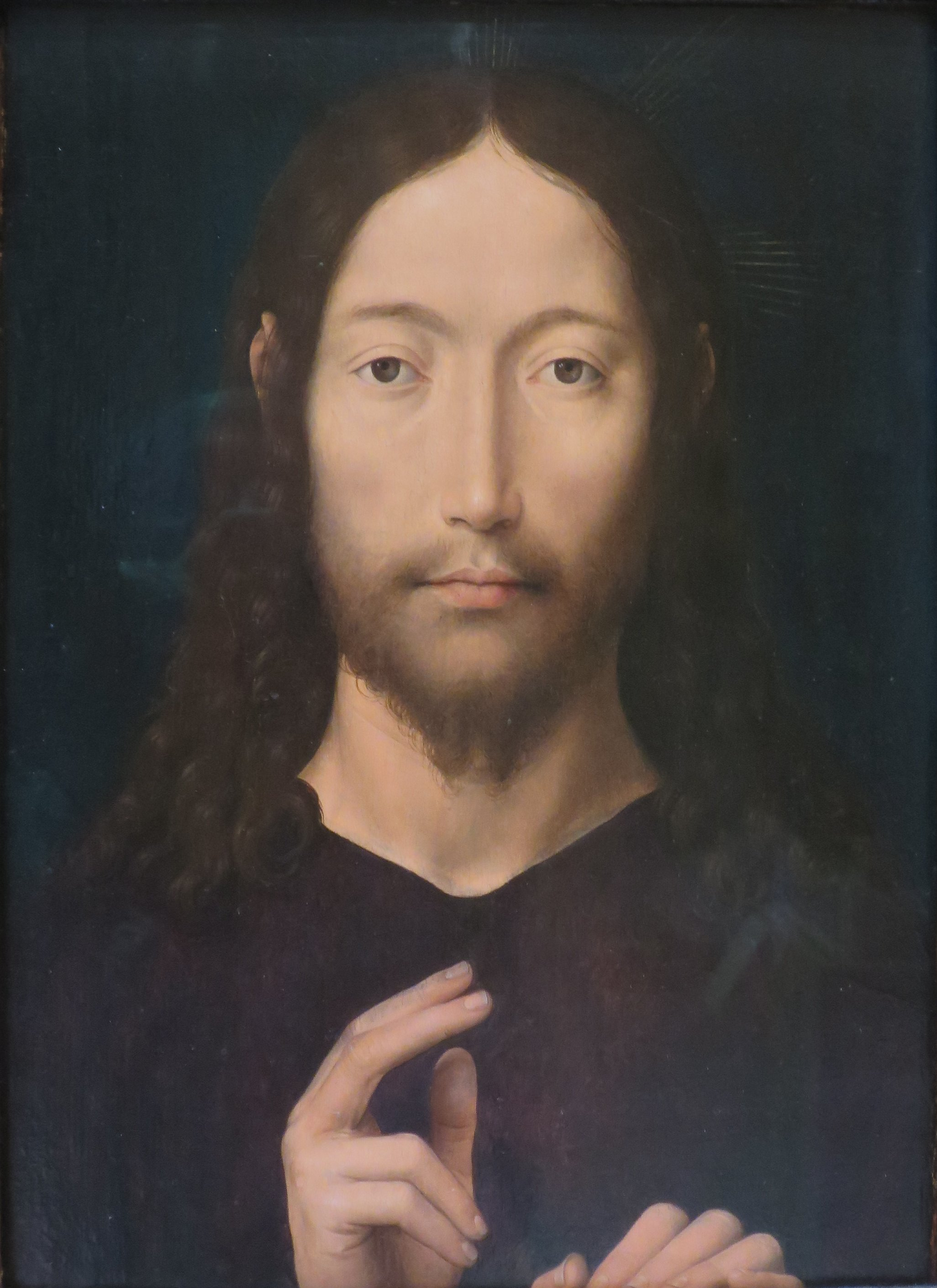
Il dipinto Cristo benedicente di Hans Memling usato per rappresentare la divinità OMM 0910.

THX guida per un lunghissimo tunnel, braccato da agenti androidi in motocicletta. Costretto ad abbandonare la vettura dopo un incidente, viene assalito da emarginati. Fuggitovi, sale verso la superficie del pianeta, tramite un condotto di aerazione. I robot cercano di dissuaderlo, informandolo che l'esterno è inabitabile, contaminato da radiazioni: ad un passo dalla cattura, devono tuttavia rinunciare, per sforamento del budget.
THX emerge in un mondo illuminato dal tramonto, punteggiato da stormi di uccelli.

## Produzione
La vita sotterranea del film venne girata negli spazi del Marin County Civic Center, uno dei pochi edifici pubblici tra le tantissime opere realizzate dall'architetto Frank Lloyd Wright. La stessa struttura è stata usata anche nel film Gattaca - La porta dell'Universo, che a sua volta narra del futuro prossimo e di una società geneticamente controllata.

## Distribuzione
Il film è stato presentato nella Quinzaine des Réalisateurs al Festival di Cannes 1971. È uscito nelle sale italiane nell'estate del 1976.

### VersioneDirector's cut 2004
Nel 2004, è uscito (in DVD) il film THX 1138: The George Lucas Director's Cut, dove la pellicola originale ha subito un massiccio lavoro di restauro audio/video. Il film è stato inoltre modificato a livello di immagini e montaggio, anche grazie all'intervento della Industrial Light and Magic (società per gli effetti speciali, di proprietà di George Lucas).

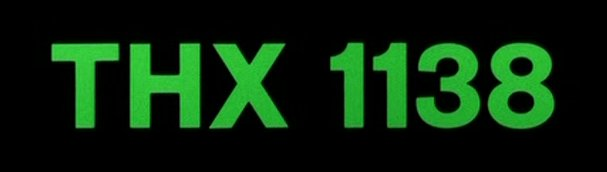
Logo di THX 1138: The George Lucas Director's Cut

Lo spirito con cui Lucas ha apportato le modifiche è, in qualche modo, in linea con quanto fatto sui film di Guerre stellari: inserire e correggere inquadrature che per questioni di limiti tecnici e di budget non corrispondevano a quanto egli voleva realizzare all'epoca.
Laddove tuttavia nei film di Star Wars gli interventi (o alcuni di essi) sono palesi ed evidenti, in questo film le modifiche e le aggiunte in computer grafica sono più sottili e quasi sempre in linea con l'atmosfera, lo stile essenziale del film. Le modifiche sono numerose:
- Il mosaico all'inizio del film è stato modificato nei colori per assomigliare maggiormente a una serie di monitor.
- Tutte le sequenze sulla fabbrica di androidi sono state ampliate e ritoccate e mostrano molti più dettagli.
- Le inquadrature della città e dei corridoi contengono più persone, in alcuni casi sono stati ritoccati i colori per renderle più omogenee con il resto del film.
- Tutta la sequenza in cui il protagonista viene controllato mentalmente, è stata resa più drammatica (contiene anche un effetto interamente creato in CGI in cui le pupille di Robert Duvall sono rovesciate all'indietro).
- Ci sono inquadrature nuove della stazione di polizia, della fuga in auto per le strade della città e della scena del treno.
- Gli esseri che attaccano THX prima dell'epilogo (delle persone affette da nanismo), sono stati sostituiti in CGI.
- Tutti gli ologrammi sono stati ricreati, la tavolozza cromatica di molte inquadrature è stata ritoccata.
- Il comparto sonoro è stato modificato e ampliato.

Il film, nella versione Director's cut, pur mantenendo un aspetto spartano, dovuto al suo basso costo, ha un respiro più ampio, un aspetto più curato ed offre una nuova possibilità di visione per l'esordio di Lucas alla regia. La versione Director's cut è stata proiettata anche in un ristrettissimo numero di cinema degli USA, pochi giorni prima dell'uscita ufficiale.
Nel DVD è stato anche inserito il cortometraggio Electronic Labyrinth: THX 1138 4EB, presentato da Lucas come lavoro finale al master di cinema che aveva frequentato.

## Opere derivate
Nel 1971 Ben Bova ne fece una trasposizione letteraria, THX 1138, pubblicato da Urania, nel n. 776 del 25 marzo 1979.

## Influenza culturale
- Nel 1973 Woody Allen ne ha fatto una dissacrante parodia con il film Il dormiglione, dove in un remoto futuro agli abitanti della Terra è vietato copulare tra loro. Del film di Lucas ha copiato le scene e le maschere dei robot poliziotti.
- I Queen hanno reso omaggio al film di Lucas nel video di Calling All Girls (1982).
- I Toto incisero un brano chiamato 99, che fu scritto da David Paich, ispirato a questo film, dove ad ogni persona corrisponde un numero, anziché un nome e un cognome.
- Nel video della canzone Magnolia dei Negrita, si nota distintamente THX 1138 sulla targa di un autobus. I Rush hanno fatto altrettanto nel video di The Body Electric (1984).
- Gli Smashing Pumpinks nel video della canzone Ava Adore hanno inserito una scena del film.
- La sigla THX 1138 è comparsa in giochi e film:
  - In Bully, il codice per entrare nell'osservatorio è 1138.[10]
  - THX è il sistema audio messo a punto dalla casa di produzione del regista ed utilizzato in numerose pellicole e DVD.
  - In Guerre stellari, THX-1138 è l'identificativo di uno stormtrooper.[11] Nel film, lo stesso personaggio ha invece l'identificativo TK-421. 1138 rimane come numero della cella di detenzione da cui Luke Skywalker, travestito da stormtrooper durante il salvataggio di Leila, afferma di trasferire Chewbecca.
  - Guerre Stellari, Episodio I: la minaccia fantasma, dopo che Anakin Skywalker ha distrutto la nave di controllo dei droidi della Federazione dei mercanti, uno dei droidi da battaglia disattivati, spinto a terra da Jar Jar Binks, ha la matricola 1138 visibile sulla schiena.
  - Nel film American Graffiti (sempre di George Lucas) la targa della Hot rod di Paul Le Mat è THX-138.
  - In Pinky and the Brain, nella sigla iniziale, il Prof. scrive THX-1138 su di una lavagna fra altre formule della "Teoria dell'universo, versione semplice".[12]
  - La canzone dei Misfits, We Are 138, contenuta nell'album del 1978 Static Age, è ispirata dal titolo del film.
  - L'introduzione della canzone Mr. Self Destruct dei Nine Inch Nails, contiene i suoni udibili in una scena del film, quando un prigioniero viene percosso da una guardia carceraria.
  - Nella terza stagione, episodio 1 della serie Star Wars: Clone Wars, una configurazione della prova delle reclute cloni è la versione THX, variabile 1138.